# Липень 2010
Ли́пень — сьомий місяць 2010 року, що почався в четвер 1 липня та закінчився в суботу 31 липня.
- 1 липня
  - Бельгія стала головувати у Раді Європейського союзу; вперше цю місію виконує уряд у відставці в статусі виконувача обов'язків

- 4 липня
  - Броніслав Коморовський обраний президентом Польщі

- 16 липня
  - В Одесі почався Перший Одеський міжнародний кінофестиваль

- 24 липня
  - В німецькому місті Дуйсбург на Параді кохання в тисняві загинуло щонайменше 19 осіб та понад 340 — травмовані[1]